# Sophronica albostictica
Sophronica albostictica là một loài bọ cánh cứng trong họ Cerambycidae.